# 胡文炳
胡文炳（?—?），字虎臣，甘肅省肅州直隸州户口坝（今甘肅省酒泉市金塔县）人。
早年就學於國子監，道光二十九年（1849年）拔贡，同年中举。曾任湖南省靖州直隸州會同縣任知县。長年講學於金塔、酒泉、玉门等县书院。著有《折狱龟鑑補》、《史学联珠》、《读史碎金》、《二百四十孝图》、《春秋类赋》、《楚南鸿爪》、《韵字同异辩》、《幼幼集》、《最最言》等。